# Генеральна військова канцелярія гетьмана Данила Апостола
Генеральна військова канцелярія гетьмана Данила Апостола — найвища адміністративна установа Гетьманщини в 1727—1734 роках, що розташовувалась у Глухові.

## Особливості управління Генеральним урядом
Гетьману Д. Апостолу починав працювати у важких умовах. З 1724 року фактично не діяв український державний апарат.
З обранням гетьмана Данила Апостола в 1727—1734 роках Генеральна військова канцелярія знову стала центром ухвалення рішень. Решительні пункти 1728 року, затверджені імператором Російської імперії Петром ІІ, надавали Гетьманщині елементи української державної автономії. Однак, в деяких питаннях становище гетьмана Данила Апостола погіршилось, навіть у порівнянні з його попередником Іваном Скоропадським.
При гетьмані постійно знаходився міністр-резидент імператора. В 1727—1728 рр. це був Федір Наумов. В 1729 році з Росії прибув князь Олексій Шаховський.
Гетьман був призначений головою Генерального військового суду. Однак, сам суд складався з трьох росіян і трьох українців, а найвищою апеляційною інстанцією, до якої можна було звертатися через Колегію іноземних справ у разі незадоволення рішенням Генерального суду, був цар. Сам гетьман, у військовому відношенні, підлягав не цареві Петру ІІ, а російському генерал-фельдцехмайстрові князеві Михайлу Голіцину.

### Склад Генеральної військової канцелярії
Головним органом влади була Генеральна військова канцелярія. З 1728 року Генеральною канцелярією управляли Семен Васильович Чуйкевич разом зі Степаном Тарновським (? — 1730).
Всі генеральні старшини були визначені, ще під час обрання гетьмана 1 (12) жовтня 1727 року. Однак «Жалувальні на чини їх Грамоти» були одержані лише згодом — у Москві — в першій половині 1728 року.
До її складу входили генеральні писар, судді, осавули, хорунжий і бунчужний.

#### Генеральний писар
Спочатку посаду Генерального писаря в ролі наказного обіймав Семен Васильович Чуйкевич (1674 — після 1744).
Потім — з 16 грудня 1728 року та увесь наступний період правління гетьмана керував Генеральною військовою канцелярією Турковський Михайло Максимович. Він тримав печатку Війська.
До його обов'язків входило прийняття грамот, а також виголошення на Раді старшин у присутності гетьмана й за його розпорядженням актів, грамот та інших документів державної ваги.

#### Генеральний суддя
Два Генеральні судді завідували судочинством та разом з гетьманом Д. Апостолом очолювали Генеральний суд Гетьманщини. Крім того, вони вершили суд над державними злочинцями, розглядав апеляції і прохання про помилування, контролював роботу місцевих судів. Він розглядав апеляції щодо рішень полкових і сотенних судів. На засідання Генерального суду скликали підконтрольних генеральному судді суддів з міст і селищ. Всі судді були виборними.
Спочатку на цю посаду було обрано Михайла Забілу (? — бл. 1740), який працював з 18 березня 1728 р. по 26 січня 1740 року та Андрія Кандибу (? — 1730) — з 1728 по травень 1730 року.
З 7 грудня 1731 року Генеральним суддею було також призначено Іван Бороздна (Борзна) (? — 1740). Він працював до 1740 року.

#### Генеральний осавул
Одночасно працювало також і два Генеральних осавули.
Спочатку (16 грудня 1728 року) було призначено Федір Лисенко (? — 1751), що працював до 1741 року. Потім 28 грудня 1728 року цю посаду обійняв Іван Мануйловича (? — 1740), який працював до 14 січня 1738 року.
Вони стежили за правопорядком у Гетьманщині, наглядали за складом і бойовим забезпеченням Війська, веденням компутів, забезпеченням грошової й натуральної плати козакам, які несли військову службу і виконували доручення гетьмана адміністративного, військового та судового характеру.

#### Генеральний хорунжий
Посаду генерального хорунжого 3 січня 1729 року зайняв Яким Горленко, що обіймав її до 1741 року. Він охороняв військовий прапор, брав участь у засіданнях Генерального суду, як гетьманський генерал-ад'ютант, виконував різні доручення гетьмана.

#### Генеральний бунчужний
Генеральним бунчужним ще з 1710 року залишався Яків Юхимович Лизогуб (1675—1749), а 16 грудня 1728 року на цю посаду було призначено Івана Бороздну (Борзну) (? — 1740). Він охороняв бунчук, відав різними військовими справами, іноді за дорученням гетьмана («по зволенію рейментарской власти») міг видавати універсали й мав свою печатку. У грудні 1731 року він був переведений на посаду генерального судді.

#### Генеральний обозний
Вперше з початку 18 століття, за гетьманування Данила Апостола, було також заповнено вакансії генерального обозного і генерального підскарбія.
Генеральними обозним 18 березня 1728 року було призначено Якова Лизогуба, що обіймав цей уряд до 1749 року. Він очолював армату, мав повноваження заступника гетьмана, у разі потреби обіймав посаду наказного.

#### Генеральний підскарбій
За вказівкою російського уряду 7 травня 1729 року генеральними підскарбіями було призначено Андрія Маркевича (бл. 1674—1747) та Івана М'якініна. Вони працювали до 1740 року. Ці урядовці відповідали за Військову скарбницю, реформовану у Генеральну скарбову канцелярію.